# Elena Giacomuzzi
Elena Giacomuzzi (8 de enero de 1969) es una deportista italiana que compitió en ciclismo de montaña en la disciplina de campo a través. Ganó una medalla de bronce en el Campeonato Europeo de Ciclismo de Montaña en Maratón de 2011.

## Medallero internacional
| Campeonato Europeo | Campeonato Europeo  | Campeonato Europeo | Campeonato Europeo |
| Año                | Lugar               | Medalla            | Competición        |
| ------------------ | ------------------- | ------------------ | ------------------ |
| 2011               | Kleinzell (Austria) | Medalla de bronce  | Campo a través     |